# Paul MacDonald
Paul MacDonald (n. 8 ianuarie 1960, Auckland, Noua Zeelandă) este un caiacist ce a reprezentat Noua Zeelandă, medaliat olimpic. A participat la 3 ediții ale Jocurilor Olimpice (1984, 1988, 1992) în care a câștigat 3 medalii de aur, o medalie de argint și o medalie de bronz.